# Фактор свёртывания крови X
Фактор свёртывания крови X (Фактор Стюарта — Прауэр) — белок гамма-глобулин, профермент (протеаза). Фактор Xa является компонентом активатора протромбина.
Данный фактор продуцируется в печени. Для его синтеза необходим витамин K. Под воздействием нескольких факторов свёртывания (III, VII, VIII, IX) он переходит в активную форму, которая имеет обозначение Xa. Она в свою очередь совместно с фактором свёртывания V и ионами Ca2+ образует ферментный комплекс, выполняющий функцию активатора протромбина.